# Silver e il libro dei sogni
Silver e il libro dei sogni (Silber und das Buch der Träume) è un film del 2023 diretto da Helena Hufnagel e tratto dall'omonimo romanzo del 2013 di Kerstin Gier.

## Trama
Quando la giovane Liv si trasferisce a Londra conosce il misterioso Henry che, insieme ai suoi amici, la conducono nell'affascinante mondo dei viaggi onirici. In questo mondo tutti i sognatori praticano un rituale per esaudire il loro desiderio più grande.

## Distribuzione
Il film è stato distribuito sulla piattaforma Amazon Prime Video dall'8 dicembre 2023.